# Daleszyce
Daleszyce est une ville polonaise de la voïvodie de Sainte-Croix et du powiat de Kielce. Elle est le siège de la gmina de Daleszyce; elle s'étend sur 15,50 km2 et comptait 2.953 habitants en 2010.